# Fluoreto de rádio(II)
Fluoreto de rádio(II) é o composto de fórmula química RaF2.

## Aplicação
Usado como fonte de nêutrons (1 grama de sal emite 1,8 · 10 ×106  nêutrons / seg.) . O aparecimento de nêutrons é causado por uma reação (α, n) em núcleos de oxigênio sob a ação de partículas alfa emitidas pelo rádio e seus radionuclídeos-filhos. 

## Referência
1. Lide, David R. (1998). Handbook of Chemistry and Physics (ed.87). Boca Raton, FL: CRC Press. pág. 4-84. Núm. 2249 ISBN 0849305942. 